# 鶴見智美
鶴見 智美（つるみ ともよし、1979年10月12日 - ）は、山梨県甲府市出身の元サッカー選手。現役時代のポジションはミッドフィールダー。

## 選手時代の特徴
スピードはないが、人に対する強さと正確なフィードがあり、本職はボランチだが守備的なポジションならどこでもこなしていた。

## 来歴
1999年のユニバーシアード代表、U-20日本代表に選ばれる。筑波大学の時には日本代表との練習試合で三浦知良を抑え注目を集める。
プロデビューした2002年には甲府の主力として8得点を挙げる活躍をする。2003年には大木武監督に連れられる形で清水エスパルスへ期限付き移籍し、コンスタントに出場機会を得るなどして翌2004年には完全移籍する。同チーム所属時にオールスター戦にも監督推薦により出場した。2005年の後半にセレッソ大阪に期限付き移籍。チームが優勝争いをする中で4試合に出場、1得点を挙げる。
2006年は期限付き移籍で甲府へ復帰。3トップのセンターFWにコンバートされ、バレーが欠場時の代役として出場したが全く機能せず、シーズン後半はほとんど出場機会がなかった。2007年に完全移籍するも、完全移籍以降は体調不良などによりサテライトリーグや練習試合を含め出場機会の無いまま2008年12月1日付で現役引退が発表された。

## 所属クラブ
- 1986年 - 1991年 青桐スポーツ少年団
- 1992年 - 1994年 Uスポーツクラブ
- 1995年 - 1997年 山梨県立韮崎高校
- 1998年 - 2001年 筑波大学
- 2002年 ヴァンフォーレ甲府
- 2003年 - 2005年 清水エスパルス（2003年は甲府より期限付き移籍、2004年から完全移籍）
- 2005年 セレッソ大阪（清水より期限付き移籍）
- 2006年 - 2008年 ヴァンフォーレ甲府（2006年は清水より期限付き移籍、2007年から完全移籍）

## 個人成績
| 国内大会個人成績 | 国内大会個人成績 | 国内大会個人成績 | 国内大会個人成績 | 国内大会個人成績 | 国内大会個人成績 | 国内大会個人成績 | 国内大会個人成績 | 国内大会個人成績 | 国内大会個人成績 | 国内大会個人成績 | 国内大会個人成績 |
| 年度             | クラブ           | 背番号           | リーグ           | リーグ戦         | リーグ戦         | リーグ杯         | リーグ杯         | オープン杯       | オープン杯       | 期間通算         | 期間通算         |
| 年度             | クラブ           | 背番号           | リーグ           | 出場             | 得点             | 出場             | 得点             | 出場             | 得点             | 出場             | 得点             |
| 日本             | 日本             | 日本             | 日本             | リーグ戦         | リーグ戦         | リーグ杯         | リーグ杯         | 天皇杯           | 天皇杯           | 期間通算         | 期間通算         |
| ---------------- | ---------------- | ---------------- | ---------------- | ---------------- | ---------------- | ---------------- | ---------------- | ---------------- | ---------------- | ---------------- | ---------------- |
| 1999             | 筑波大           | 8                | -                | -                | -                | -                | -                | 1                | 0                | 1                | 0                |
| 2002             | 甲府             | 17               | J2               | 41               | 8                | -                | -                | 3                | 1                | 44               | 9                |
| 2003             | 清水             | 17               | J1               | 25               | 1                | 4                | 0                | 2                | 0                | 31               | 1                |
| 2004             | 清水             | 17               | J1               | 20               | 1                | 5                | 1                | 0                | 0                | 25               | 2                |
| 2005             | 清水             | 17               | J1               | 0                | 0                | 0                | 0                | -                | -                | 0                | 0                |
| 2005             | C大阪            | 31               | J1               | 4                | 1                | 0                | 0                | 1                | 0                | 5                | 1                |
| 2006             | 甲府             | 17               | J1               | 14               | 0                | 4                | 1                | 0                | 0                | 18               | 1                |
| 2007             | 甲府             | 17               | J1               | 2                | 0                | 0                | 0                | 0                | 0                | 2                | 0                |
| 2008             | 甲府             | 17               | J2               | 0                | 0                | -                | -                | 0                | 0                | 0                | 0                |
| 通算             | 日本             | 日本             | J1               | 65               | 3                | 13               | 2                | 3                | 0                | 81               | 5                |
| 通算             | 日本             | 日本             | J2               | 41               | 8                | -                | -                | 3                | 1                | 44               | 9                |
| 通算             | 日本             | 日本             | 他               | -                | -                | -                | -                | 1                | 0                | 1                | 0                |
| 総通算           | 総通算           | 総通算           | 総通算           | 106              | 11               | 13               | 2                | 7                | 1                | 126              | 14               |

| 国際大会個人成績 | 国際大会個人成績 | 国際大会個人成績 | 国際大会個人成績 | 国際大会個人成績 |
| 年度             | クラブ           | 背番号           | 出場             | 得点             |
| AFC              | AFC              | AFC              | ACL              | ACL              |
| ---------------- | ---------------- | ---------------- | ---------------- | ---------------- |
| 2002-03          | 清水             | 17               | 3                | 0                |
| 通算             | AFC              | AFC              | 3                | 0                |

- 2004年 Jリーグオールスターサッカー：1試合出場 1得点

- Jリーグ初出場：2002年3月3日 - J2第1節 対横浜FC戦（三ツ沢公園球技場）
- Jリーグ初得点：2002年3月21日 - J2第4節 対モンテディオ山形戦（山形県総合運動公園）

## タイトル・出場歴・代表歴
- 1996年（高校2年次） - 高校総体 3位、国民体育大会出場（山梨県選抜）、第75回全国高校サッカー選手権出場
- 1997年（高校3年次） - 国民体育大会出場（山梨県選抜）、U-18日本代表候補
- 1998年（大学1年次） - U-19アジアユース日本代表
- 1999年（大学2年次） - 全日本学生選抜、関東選手権大会 準優勝、全日本学生選抜ユニバーシアードスペイン大会出場、総理大臣杯 準優勝、関東リーグ 優勝、全日本大学選手権大会 準優勝
- 2000年（大学3年次） - 全日本学生選抜、関東リーグ 優勝、全日本大学選手権大会 準優勝、関東選手権大会 優勝、総理大臣杯 3位
- 2001年（大学4年次） - 関東リーグ 準優勝